# Trzcinno (powiat szczecinecki)
Trzcinno (przed 1945 r. niem. Schützenhof) – osada w Polsce położona w województwie zachodniopomorskim, w powiecie szczecineckim, w gminie Szczecinek.
Trzcinno do dawna, XIX-wieczna domena państwowa. Zarządzana była przez administratora, który mieszkał we dworze, wybudowanym w 2 połowie XIX w. Od strony południowo-zachodniej do dworu przylega park krajobrazowy, założony w XIX w.